# Ryby (astrologia)

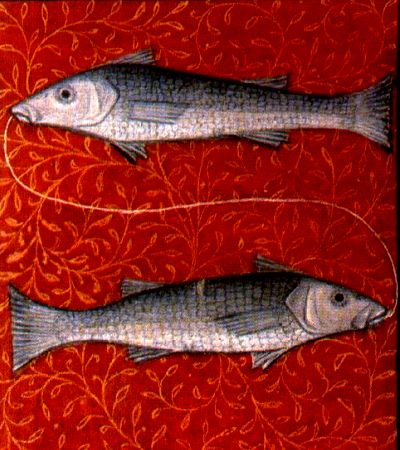
Znak Ryb

Ryby (♓) (łac. Pisces) – dwunasty (ostatni) astrologiczny znak zodiaku. Znak ten jest przypisywany osobom urodzonym w czasie obserwowania Słońca w tym znaku, to znaczy na odcinku ekliptyki pomiędzy 330° a 360° długości ekliptycznej. Wypada to między a 18/19 lutego a 20/21 marca – dokładne ramy czasowe zależą od rocznika. Czasem przyjmuje się umowne granice – według Evangeline Adams (1868–1932) był to okres między 20 lutego a 22 marca. Znak Ryb przypisuje się również osobom urodzonym w trakcie wschodzenia tego znaku.
Znak ryb wywodzi się z mezopotamskiej konstelacji zwanej kun. mes (ogony) która była złożona z dwóch części: ryby (ryby północnej) i jaskółki (ryba południowa). Na znaku zawsze wyobrażane były w przeciwnych kierunkach i niekiedy związane były wstęgą. Najczęściej przedstawiano je w wyobrażeniach miesięcy i zawodów.

## Znak Ryb w astrologii
Ryby są ostatnim dwunastym znakiem zodiaku (ostatni odcinek ekliptyki), przez co symbolizował koniec drogi Słońca i miejsce gdzie rozpoczyna się nowy cykl wydarzeń. Kojarzone były więc ze zniszczeniem i narodzeniem a tym samym z wszelkimi formami mesjańskiego odrodzenia. W okresie wschodu heliakalnego gwiazdozbioru organizowano zabawy karnawałowe nawiązujące do śmierci i odrodzenia przyrody.
Ryby były znakiem trygonu wodnego i nocnym domem Jowisza.